# Вексиляція
Вексиля́ція (лат. vexillatio, вексіллятіо, від лат. vexillum — «прапор», «штандарт», «вексилум») — особливий, відносно невеликий, загін легіону, рідше когорти або нумера, виділений для участі в бойових діях, коли сам легіон виконував інші завдання, або що ніс гарнізонну або патрульну службу. Після виконання своїх завдань вексиляції розпускалися, зливаючись зі своїми підрозділами. Створення вексиляцій, імовірно в період ранньої імперії, додало більшу структурну гнучкість римській армії, але приблизно з 235 по 290 рр. вексиляціі так часто перекидалися з одного кордону на інший, що особовий склад підрозділів перемішався, в результаті чого Діоклетіан в ході військової реформи був змушений створити відокремлені частини: постійно розквартировані прикордонні частини і мобільні війська.